# 레이드: 그림자의 전설
레이드: 그림자의 전설(RAID: Shadow Legends)은 이스라엘에 위치한 게임 개발자인 Plarium Games에서 개발 및 출판한 프리미엄 모바일 및 PC 게임이다.

## 게임 방식
레이드: 그림자의 전설은 판타지 테마의 턴 기반 롤플레잉 가챠 게임이다. 게임의 이야기는 다크 로드 시로스에 의해 정복된 탈레리아의 가상의 영역에서 시작한다. 플레이어는 다크 로드 시로스를 물리치고 영역의 평화와 조화를 회복하기 위해 부활한 고대 탈레리아 전사의 역할을 맡는다. 플레이어는 적과 동맹국이 방어하는 성, 지하 감옥, 사막 및 사원과 같은 환경에서 전투를 위해 군대를 구성해야 한다. 게임 내내 플레이어는 과거 전사들의 영혼을 담는 용기인 파편들을 수집한다. 파편은 속성이 다른 네 가지 유형으로 나온다.
이 게임은 주로 12 단계의 스토리 중심 싱글 플레이어 캠페인으로 구성되며 각 레벨은 3 단계의 난이도의 7 개의 스테이지로 구성된다. 싱글 플레이어 캠페인은 멀티 플레이어 구성 요소와 상호 연결되어 플레이어 랭킹을 결정한다.
이 게임의 이야기는 Paul C.R. Monk에 의해 쓰여졌다. 현실적인 캐릭터와 다크 판타지에서 영감을 얻은 설정으로 서양 예술 스타일을 채택한다.

## 세력
배너로드, 하이 엘프, 신성기사단, 바바리안, 오그린 부족, 리자드맨, 스킨워커, 오크, 데몬스폰, 언데드 무리, 다크 엘프, 망령 기사, 드워프, 그림자 일족으로 총 14개의 세력이 있다.